# Pólisz
Pólisz vagy másképp Polis Chrysochous (görög: Πόλη Χρυσοχούς vagy Πόλις Χρυσοχούς, török: Poli) település Ciprus szigetének északnyugati részén, a Ciprusi Köztársaságban, a Páfoszi kerületben. A 2021-es népszámláláskor 2573 lakosa volt.

## Éghajlat
| Pólisz éghajlati adatai                 | Pólisz éghajlati adatai | Pólisz éghajlati adatai | Pólisz éghajlati adatai | Pólisz éghajlati adatai | Pólisz éghajlati adatai | Pólisz éghajlati adatai | Pólisz éghajlati adatai | Pólisz éghajlati adatai | Pólisz éghajlati adatai | Pólisz éghajlati adatai | Pólisz éghajlati adatai | Pólisz éghajlati adatai | Pólisz éghajlati adatai |
| Hónap                                   | Január                  | Február                 | Március                 | Április                 | Május                   | Június                  | Július                  | Augusztus               | Szept.                  | Október                 | November                | December                | Év                      |
| --------------------------------------- | ----------------------- | ----------------------- | ----------------------- | ----------------------- | ----------------------- | ----------------------- | ----------------------- | ----------------------- | ----------------------- | ----------------------- | ----------------------- | ----------------------- | ----------------------- |
| Átlagos napi maximum °C (°F)            | 16,4 (61,5)             | 16,3 (61,3)             | 18,5 (65,3)             | 21,5 (70,7)             | 26,1 (79,0)             | 30,5 (86,9)             | 33,5 (92,3)             | 33,3 (91,9)             | 29,9 (85,8)             | 26,5 (79,7)             | 21,9 (71,4)             | 17,8 (64,0)             | 24,3 (75,7)             |
| Napi átlag °C (°F)                      | 12,1 (53,8)             | 11,8 (53,2)             | 13,5 (56,3)             | 16,3 (61,3)             | 20,4 (68,7)             | 24,7 (76,5)             | 27,6 (81,7)             | 27,6 (81,7)             | 24,6 (76,3)             | 21,4 (70,5)             | 17,2 (63,0)             | 13,6 (56,5)             | 19,2 (66,6)             |
| Átlagos napi minimum °C (°F)            | 7,9 (46,2)              | 7,3 (45,1)              | 8,6 (47,5)              | 11,1 (52,0)             | 14,7 (58,5)             | 18,8 (65,8)             | 21,6 (70,9)             | 21,8 (71,2)             | 19,3 (66,7)             | 16,3 (61,3)             | 12,4 (54,3)             | 9,4 (48,9)              | 14,1 (57,4)             |
| Átlagos csapadékmennyiség mm (hüvelyk)  | 79,9 (3,15)             | 67,1 (2,64)             | 37,6 (1,48)             | 24,7 (0,97)             | 7,20 (0,28)             | 1,50 (0,06)             | 0,20 (0,01)             | 0,00 (0,00)             | 4,40 (0,17)             | 21,8 (0,86)             | 55,3 (2,18)             | 94,4 (3,72)             | 394,2 (15,52)           |
| Átlagos csapadékos napok (≥ 1 mm)       | 10.1                    | 8.3                     | 6.5                     | 4.2                     | 1.8                     | 0.2                     | 0.1                     | 0.0                     | 0.6                     | 2.9                     | 5.7                     | 9.1                     | 49.4                    |
| Átlagos havi napsütéses órák            | 192.2                   | 211.7                   | 254.2                   | 291,0                   | 359.6                   | 387,0                   | 399,9                   | 378.2                   | 318,0                   | 279,0                   | 219,0                   | 182,9                   | 3473                    |
| Forrás: Ciprusi Meteorológiai Szolgálat |                         |                         |                         |                         |                         |                         |                         |                         |                         |                         |                         |                         |                         |

## Népességének változása
| Lakosok száma | 435  | 476  | 770  | 919  | 1198 | 1645 | 1010 | 1000 | 1847 | 2018 |
|               | 1881 | 1891 | 1911 | 1921 | 1946 | 1960 | 1976 | 1982 | 2001 | 2011 |